# جون هيل (سياسي أمريكي)
جون هيل (بالإنجليزية: John Hill)‏ هو سياسي أمريكي، ولد في 10 يونيو 1821 في كاتسكيل في الولايات المتحدة، وتوفي في 24 يوليو 1884 في الولايات المتحدة. حزبياً، نشط في الحزب الجمهوري. وقد انتخب عضو مجلس ولاية نيوجيرسي وانتخب عضو جمعية نيوجيرسي العامة وانتخب عضو مجلس النواب الأمريكي.